# Saint-Georges-de-Rex
Saint-Georges-de-Rex é uma comuna francesa na região administrativa da Nova Aquitânia, no departamento de Deux-Sèvres. Estende-se por uma área de 17,63 km². Em 2010 a comuna tinha 459 habitantes (densidade: 26 hab./km²).